# Hepzibah Abney
Hepzibah Abney, née Hepzibah Need le 29 septembre 1758 à Nottingham (Angleterre) et morte le 27 mars 1841 à Derby (Angleterre), est une artiste peintre britannique,,.

## Biographie

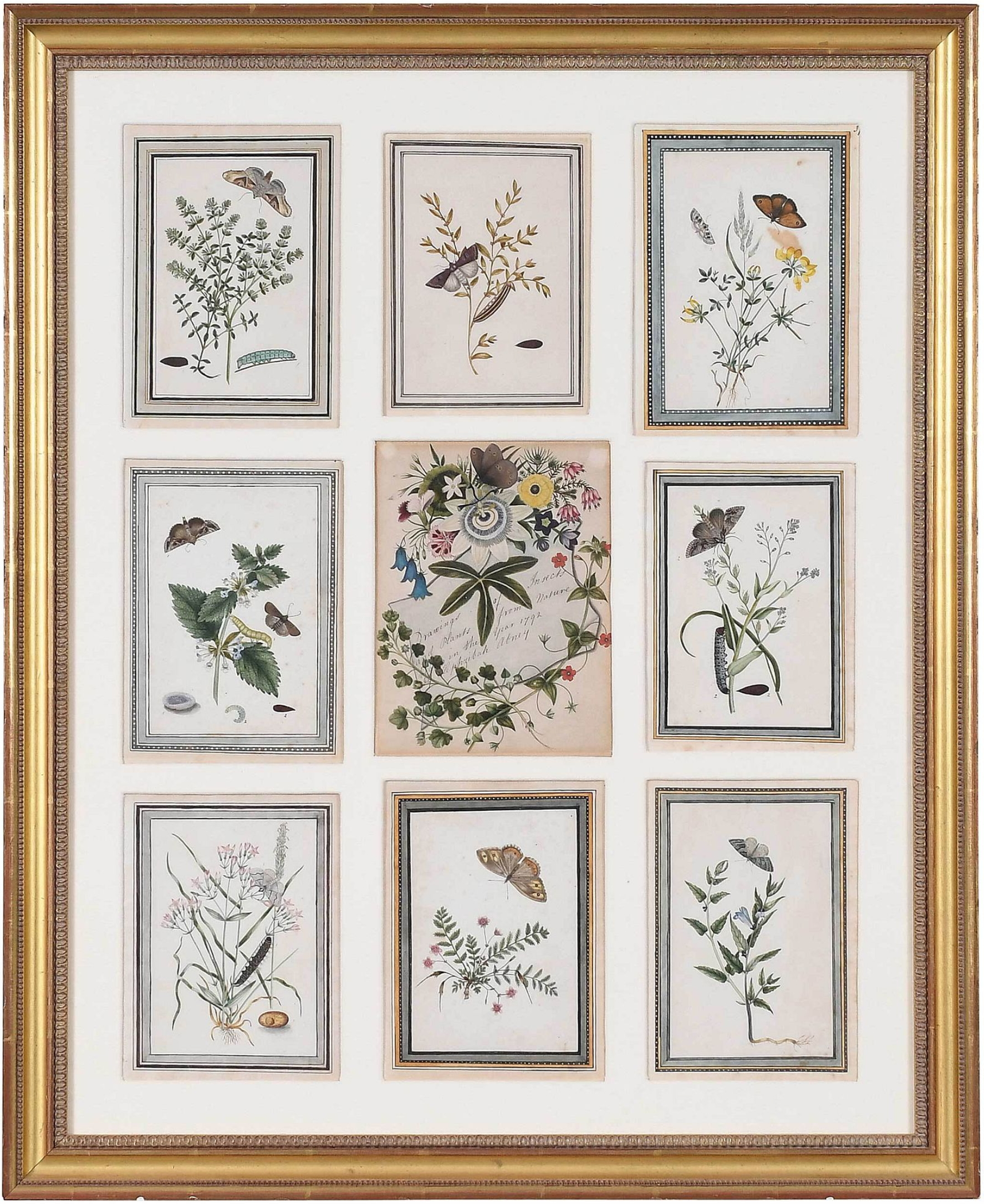
Nine botanical watercolors. Composition de neuf aquarelles (1792), coll. privée.

Hepzibah Need naît le 29 septembre 1758 à Nottingham (Angleterre). Elle est la fille du lieutenant-général Samuel Need (1718-1781), un entrepreneur prospère du Nottinghamshire, et d'Elizabeth Need née Gibson (1738-1781),.
Le 17 novembre 1779, elle épouse Edward Abney de Measham Hall (1751-1827), fils de William Abney et Katherine Wotton, à l'église Saint-Pierre de Nottingham. Ils ont trois enfants,, :
- William Wotton Abney (1780-1822)
- Elizabeth Abney (1782-1850)
- Edward Abney (1788-1839)

Par son fils aîné, elle est la grand-mère du révérend Edward Henry Abney (1811-1892), vicaire de l'église Saint-Alcmond de Derby, prébendier de la cathédrale de Lichfield et l'un des pionniers de la photographie topographique, et l'arrière-grand-mère de William de Wiveleslie Abney (1843-1920), inventeur et ingénieur militaire spécialisé en chimie et physique de la photographie.

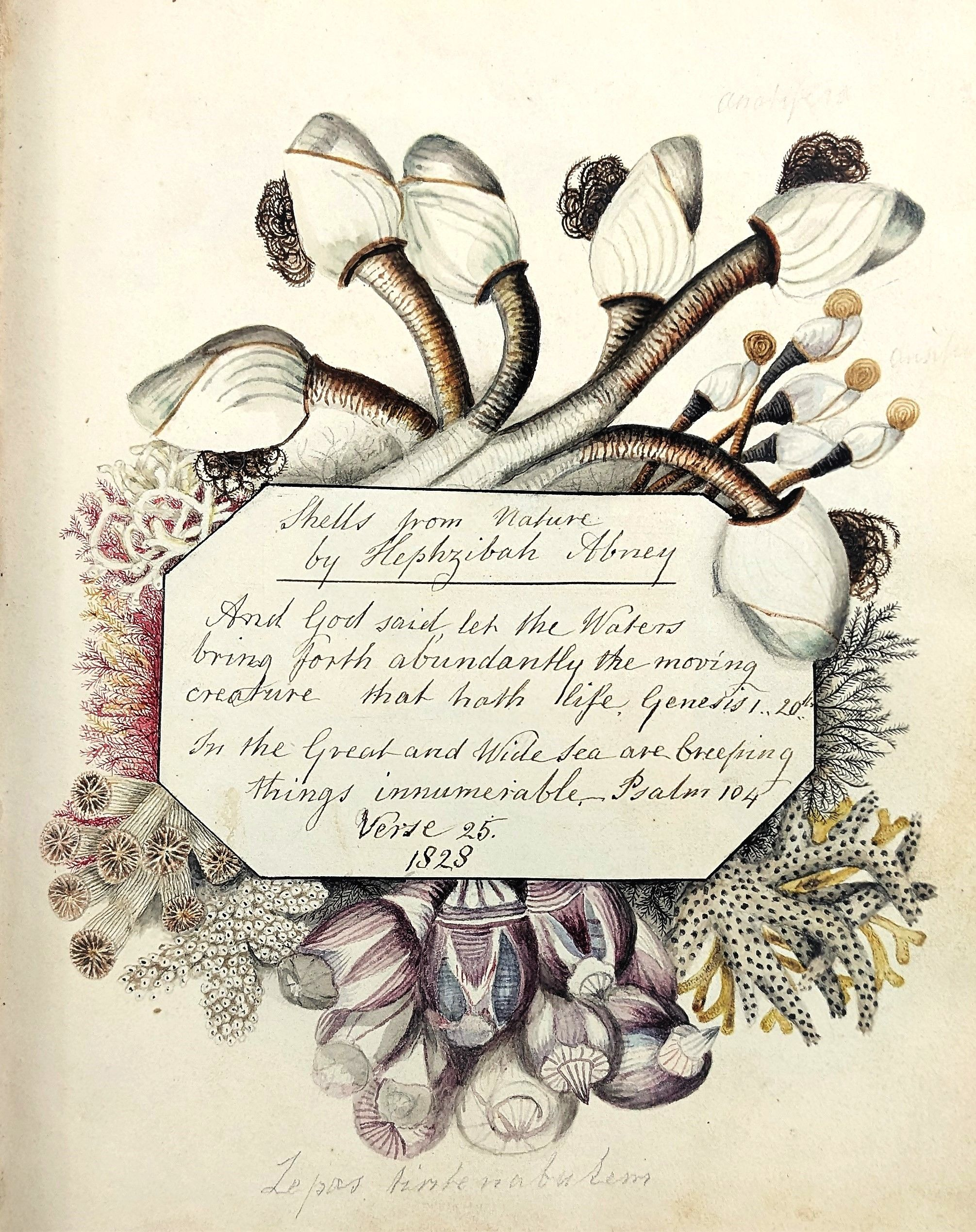
Frontispice de l'ouvrage Shells from nature (1828). Coll. privée.

Elle réside à Kings Newton avec son mari, puis à la demeure familiale de Measham Hall héritée par ce ce dernier de son frère aîné Robert Abney décédé vers 1810,.
Hepzibah Abney est connue pour sa technique de l'aquarelle, se référant à des sujets d'histoire naturelle (fleurs, insectes, coquillages) dans un style comparé à celui d'Anna Maria Sibylla Merian (1647-1717),.
En 1828, elle publie Shells from Nature, un ouvrage de conchyliologie comprenant 91 feuillets avec 535 images de coquillages, dont le frontispice est entièrement aquarellé au recto.
Elle meurt le 27 mars 1841 à Stapenhill House dans le bourg de Derby, et est inhumée le 3 avril 1841 au cimetière de Swepstone,.